# Kata leroda
Kata leroda är en plattmaskart som beskrevs av Ernst Marcus 1950. Kata leroda ingår i släktet Kata och familjen Otoplanidae. Inga underarter finns listade i Catalogue of Life.